# Burhinus senegalensis

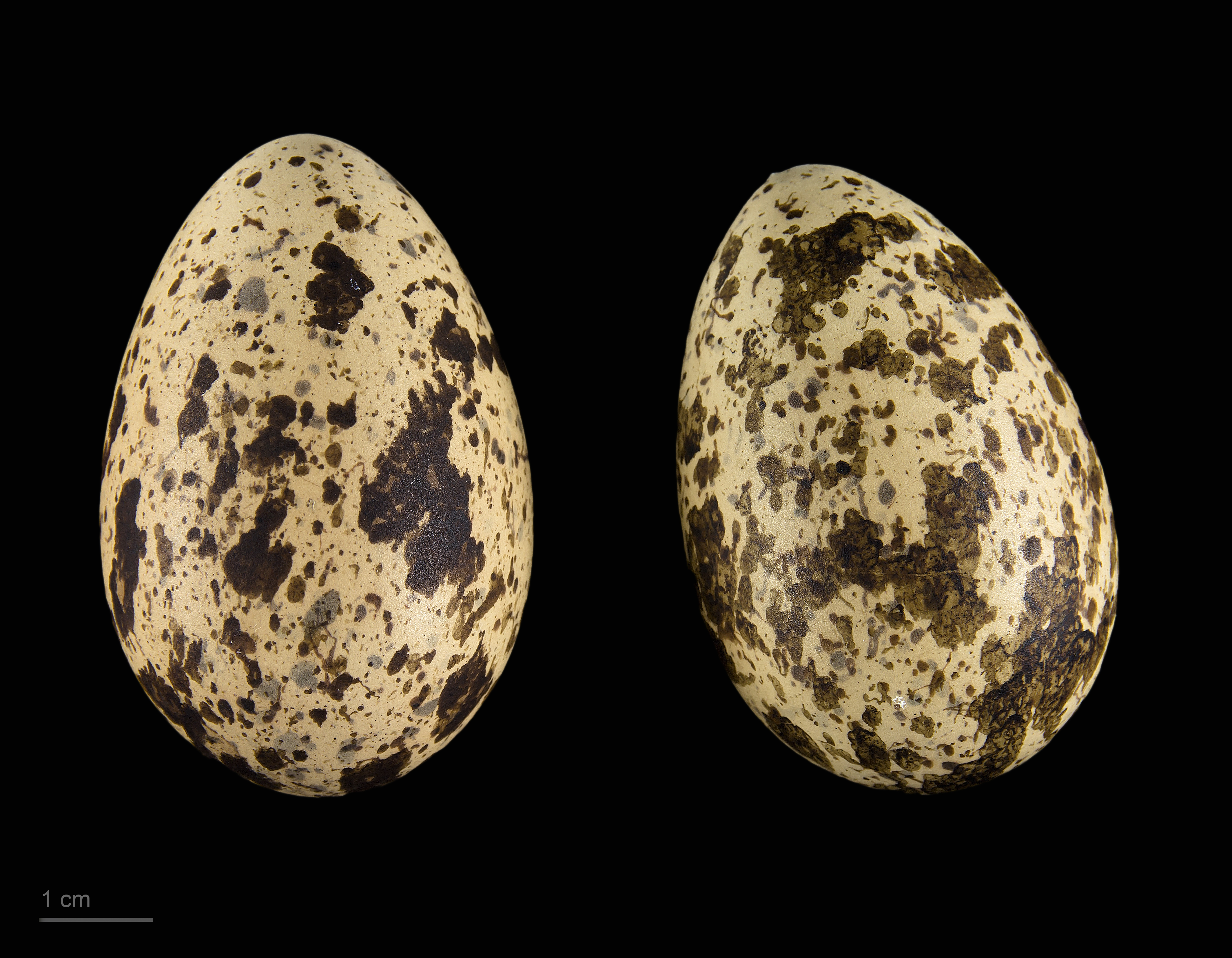
Burhinus senegalensis

Burhinus senegalensis là một loài chim trong họ Burhinidae.